# 西粟倉村
西粟倉村（日语：／ Nishiawakura son */?）是位于日本岡山縣英田郡的一村。位于岡山縣東北端，與兵庫縣和鳥取縣接壤。冬季降雪量大，是縣內少數的豪雪地帶。
主要產業為林業。
在明治時代轄內人口曾達三千人，但現僅剩一半，且65歲以上老年人佔了34%，為了改善村內失衡的人口比例，利用轄區內多達90%的森林地做為特色，以「百年的森林事業」作為主題，對外招募傢俱木工、行銷人員等木材相關產業的人員，並以低廉的房租，接近大自然的環境，吸引年輕人搬遷至此。

## 歷史
- 1889年6月1日：實施町村制，筏津村、大茅村、影石村、坂根村、知社村、長尾村合併為西粟倉村，隸屬吉野郡。
- 1900年4月1日：吉野郡被併入英田郡。

## 交通

### 鐵路
- 智頭急行
  - 智頭線：（←美作市） - 西粟倉車站 - 粟倉溫泉車站 - （智頭町）

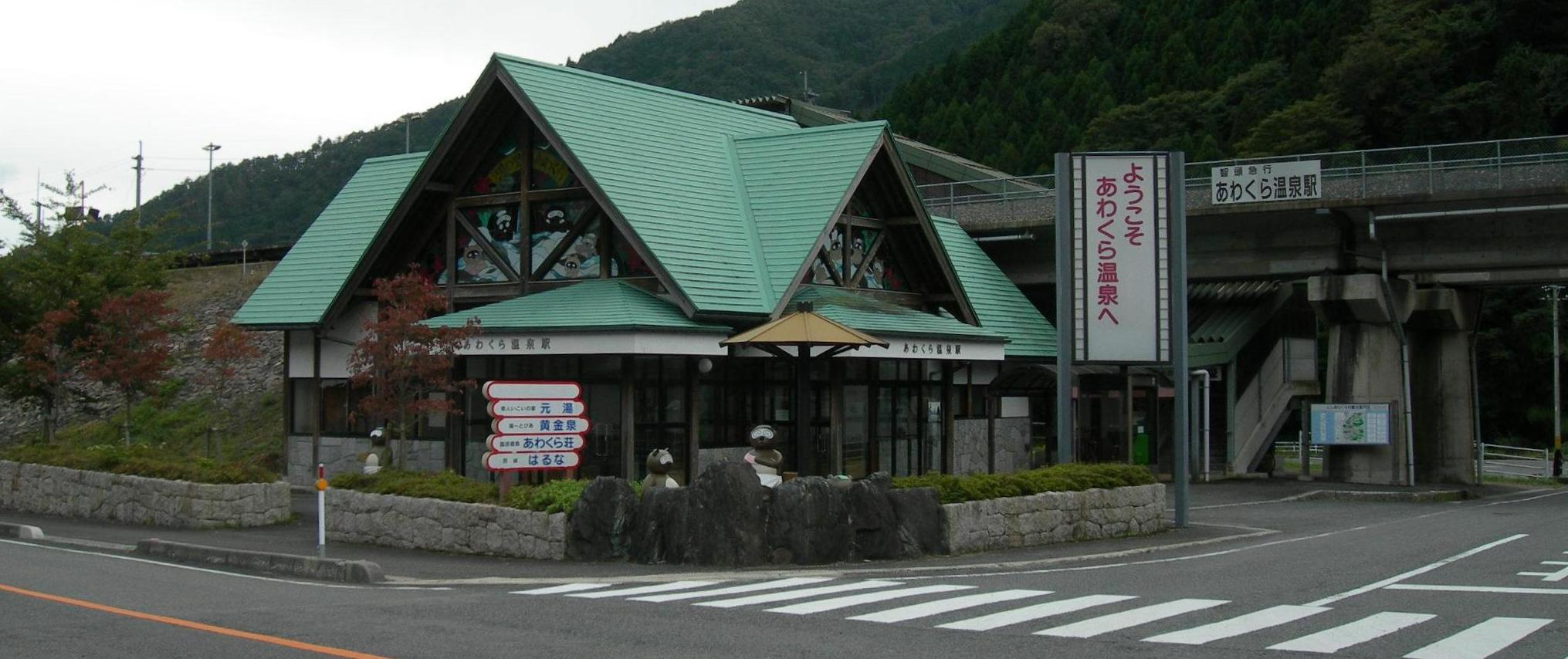
粟倉溫泉站

### 道路
- 鳥取自動車道（志戶坂峠道路）：西粟倉出入口 - 坂根交差点

## 觀光資源
- 若杉天然林：森林浴之森百選，屬冰之山後山那岐山國定公園特別保護區域。
- 若杉溪谷
- 粟倉溫泉

## 本地出身之名人
- 萩原誠司：曾任岡山市市長、眾議院議員
- 新田佳浩：身障滑雪選手
- 尾久土正己：天文學者
- 福井優也：職業棒球選手

## 外部連結
- （日語） 西粟倉村森之學校 （页面存档备份，存于）